# Listă de filme românești din 2009
Aceasta este o listă de filme românești din 2009:
| Dată premieră | Film                           | Regizor                                                                                | Distribuție                                                 |
| ------------- | ------------------------------ | -------------------------------------------------------------------------------------- | ----------------------------------------------------------- |
| 23 ianuarie   | Întâlniri încrucișate          | Anca Damian                                                                            | Andi Vasluianu, Mimi Brănescu                               |
| 13 februarie  | Pescuit sportiv                | Adrian Sitaru                                                                          | Maria Dinulescu, Ioana Flora, Adrian Tițieni                |
| 20 martie     | Weekend cu mama                | Stere Gulea                                                                            | Adela Popescu, Gheorghe Dinică, Răzvan Vasilescu            |
| 24 aprilie    | Călătoria lui Gruber           | Radu Gabrea                                                                            | Marcel Iureș, Florin Piersic Jr.                            |
| 8 mai         | Carol I                        | Sergiu Nicolaescu                                                                      | Sergiu Nicolaescu, Marina Procopie, Andreea Măcelaru Șofron |
| 28 mai        | Cea mai fericită fată din lume | Radu Jude                                                                              | Andreea Boșneag, Șerban Pavlu, Vasile Muraru                |
| 3 iulie       | Polițist, adjectiv             | Corneliu Porumboiu                                                                     | Dragoș Bucur, Vlad Ivanov, Ioan Stoica                      |
| 4 septembrie  | Călătoria lui Gruber           | Radu Gabrea                                                                            | Florin Piersic Jr., Marcel Iureș                            |
| 25 septembrie | Amintiri din Epoca de Aur 1    | Hanno Höfer, Cristian Mungiu, Ioana Uricaru, Răzvan Mărculescu, Constantin Popescu Jr. | Călin Chirilă, Teodor Corban                                |
| 2 octombrie   | Francesca                      | Bobby Păunescu                                                                         | Monica Bârlădeanu, Dorian Boguță                            |
| 16 octombrie  | Cele ce plutesc                | Mircea Danieliuc                                                                       | Olimpia Melinte, Valentin Popescu, Nicodim Ungureanu        |
| 23 octombrie  | Amintiri din Epoca de Aur 2    | Hanno Höfer, Cristian Mungiu, Ioana Uricaru, Răzvan Mărculescu, Constantin Popescu Jr. | Diana Cavallioti, Radu Iacoban                              |
| 20 noiembrie  | Concertul                      | Radu Mihăileanu                                                                        | Vlad Ivanov, Valentin Teodosiu                              |
| 11 decembrie  | Cealaltă Irina                 | Andrei Gruzniczki                                                                      | Andi Vasluianu, Dragoș Bucur, Vlad Ivanov, Oana Ioachim     |

## 2009
- Polițist, adjectiv, de Corneliu Porumboiu
- Carol I, de Sergiu Nicolaescu
- Amintiri din Epoca de Aur 1: Tovarăși, frumoasă e viața!, de Cristian Mungiu
- Medalia de onoare, de Călin Peter Netzer
- Caravana cinematografică, de Titus Muntean - IMDB
- Cele ce plutesc, de Mircea Daneliuc - IMDB
- Weekend cu mama, de Stere Gulea
- Cealaltă Irina, de Andrei Gruzsniczki - IMDB
- O secundă de viață, de Ioan Cărmăzan - IMDB
- Felicia înainte de toate, de Răzvan Rădulescu, Melissa de Raaf - IMDB
- Cea mai fericită fată din lume, de Radu Jude - IMDB
- Constantin și Elena, de Andrei Dăscălescu - IMDB
- Nuntă în Basarabia, de Nap Toader - IMDB
- Dacia, dragostea mea, de Ștefan Constantinescu, Julio Soto Gurpide - IMDB

Filme de televiziune
- Aniela (serial), de Iura Luncașu - IMDB
- Fetele Marinarului (serial), de Sebastian Voinea - IMDB
- State de România - student la Sorbona, de Iura Luncașu și Laurențiu Maronese

Filme de scurt metraj
- Baia Mare-Constanța și Retur, de Cristian Mungiu - Cinemagia
- Renovare, de Paul Negoescu - IMDB
- Fabulosul destin al lui Toma Cuzin, de Paul Negoescu, Vlad Trandafir - IMDB
- Lord, de Adrian Sitaru - IMDB
- Ploaie în deșert, de Ilinca Neagu - IMDB
- Nunta lui Oli, de Tudor Cristian Jurgiu - IMDB

Documentare
- Cinemaguerilla, de Marian Baciu, Mihaela Iulia Baciu - CineMagia
- Lumea văzută de Ion B., de Alexander Nanau